# Hetaeria ovalifolia
Hetaeria ovalifolia är en orkidéart som först beskrevs av Robert Wight, och fick sitt nu gällande namn av Joseph Dalton Hooker. Hetaeria ovalifolia ingår i släktet Hetaeria och familjen orkidéer. Inga underarter finns listade i Catalogue of Life.